# Portada/efemèride setembre 21
Equip del Barça que va guanyar el Campionat de Catalunya de 1929.
« 20 de setembre · 21 de setembre · 22 de setembre »